# Mandjelia paluma
Mandjelia paluma is een spinnensoort uit de familie Barychelidae. De soort komt voor in Queensland.